# 泰國皇家海軍陸戰隊

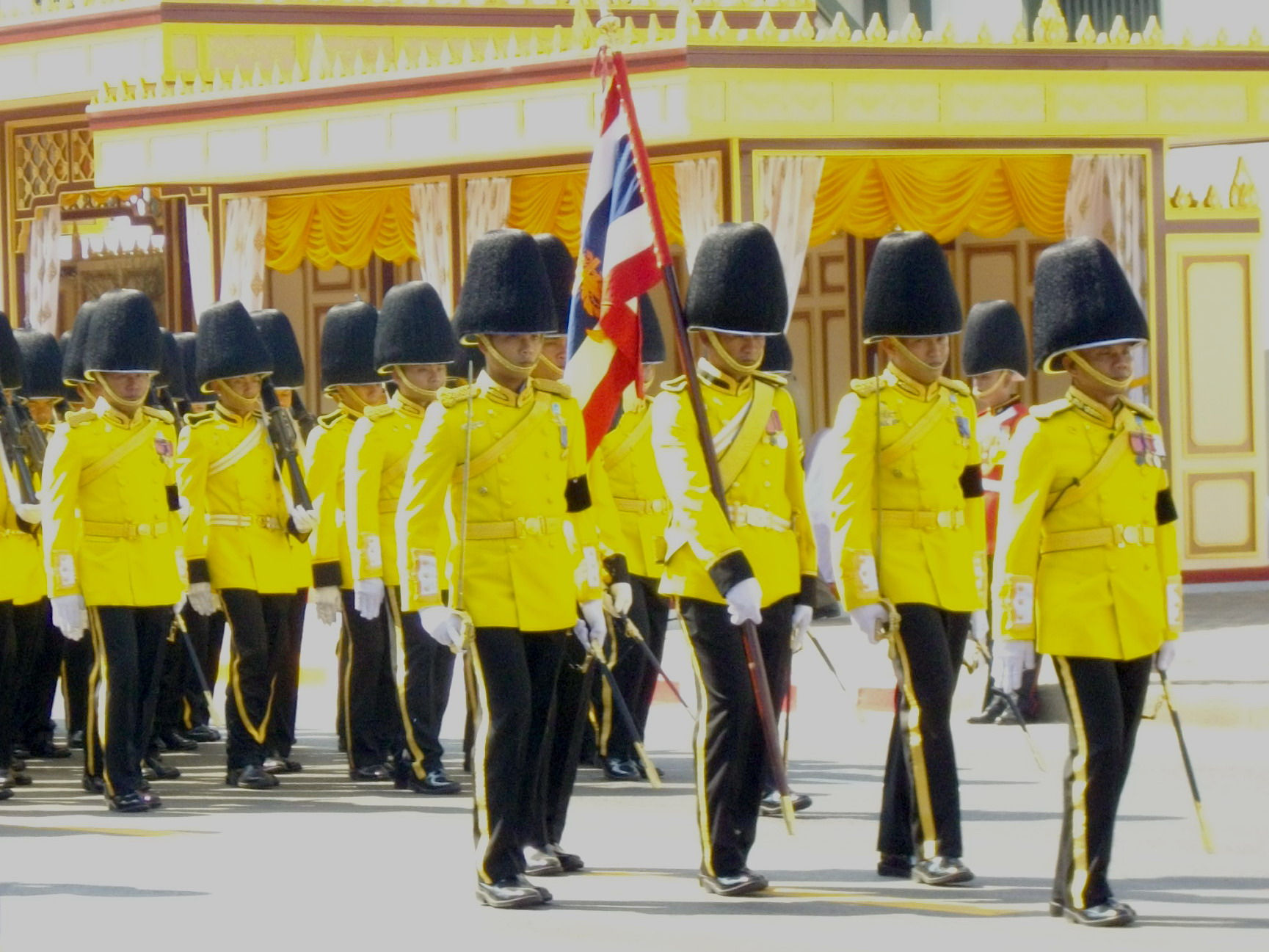
泰國皇家海軍陸戰隊衛隊參加甘拉亞妮·瓦塔娜公主的皇家喪禮儀式

泰國皇家海軍陸戰隊（泰國：ราชนาวิกโยธินแห่งราชอาณาจักรไทย）是泰國皇家海軍的海軍陸戰隊。泰國皇家海軍陸戰隊成立於1932年，當時第一個營是在美國海軍陸戰隊的協助下成立的。它在1940年擴展到一個團，並在整個20世紀50年代和60年代對共產主義游擊隊採取行動。在20世紀60年代，美國海軍陸戰隊協助其擴展為一個旅。泰國皇家海軍陸戰隊在20世紀70年代關注馬來西亞邊境的行動，現在已增加到兩個旅。

## 歷史
從歷史上看，暹羅陸軍和海軍陸戰隊之間沒有區別，軍隊履行這兩項職能。第一支“海軍士兵”於1833年的拉瑪三世國王統治期間成立。現代泰國海軍陸戰隊的發展可分為三個時期：

### 早期
19世紀和20世紀初的海軍陸戰隊士兵人數不多，主要擔任皇家儀仗隊，每當他在全國各地旅行時都為國王提供安全保障。
然而，1913年3月2日，海軍部重組了海軍士兵。海軍砲兵排隸屬於船舶和堡壘行動指揮部，而曼谷的海軍陸戰隊步兵排則隸屬於海軍兩棲突擊小組的車輛司。
1932年的革命將泰國從絕對君主制轉變為君主立憲制。不久之後，泰國皇家海軍進行了重組，車輛營成為曼谷海軍駐地的海軍陸戰隊營。這被認為是泰國第一個海軍陸戰隊營。

### 1932年革命後（1932-1955）

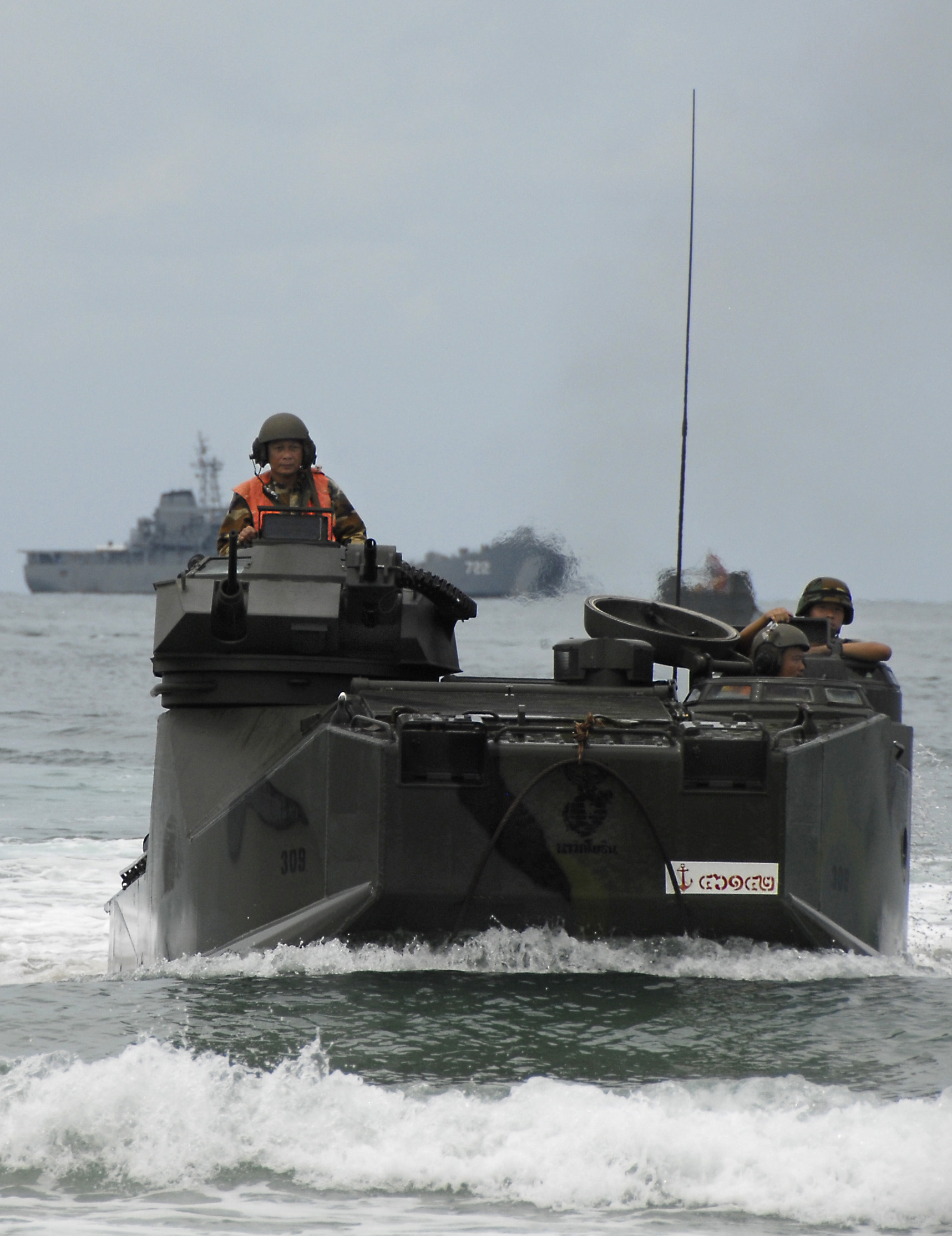
泰國皇家海軍陸戰隊員搭乘兩棲攻擊車登陸

第二海軍陸戰隊營於1937年在春武里府的梭挑邑縣成立。兩年後，第二營擴大到海軍陸戰隊部。此後不久，與法屬印度支那的邊界爭端變得暴力，海軍陸戰隊的“尖竹汶府師”多次與法國外籍軍團一起行動。在第二次世界大戰期間，海軍陸戰隊派遣部隊保衛與馬來亞相鄰的南部邊界，並保護普吉府免受可能的襲擊。
1945年9月日本帝國投降後，泰國海軍陸戰隊幫助解除了日本軍隊在叻丕府萬磅縣的武裝。1950年，當馬來西亞的暴力事件蔓延到泰國時，海軍陸戰隊的第六部隊被派去幫助恢復陶公府的和平。
令人驚訝的是，1951年6月29日，泰國政府解散了海軍陸戰隊局，海軍陸戰隊隊員被分配到海軍部隊。然而，在韓戰期間，美軍和泰國皇家海軍都敦促泰國政府重新考慮。

### 新時代（1955年至今）

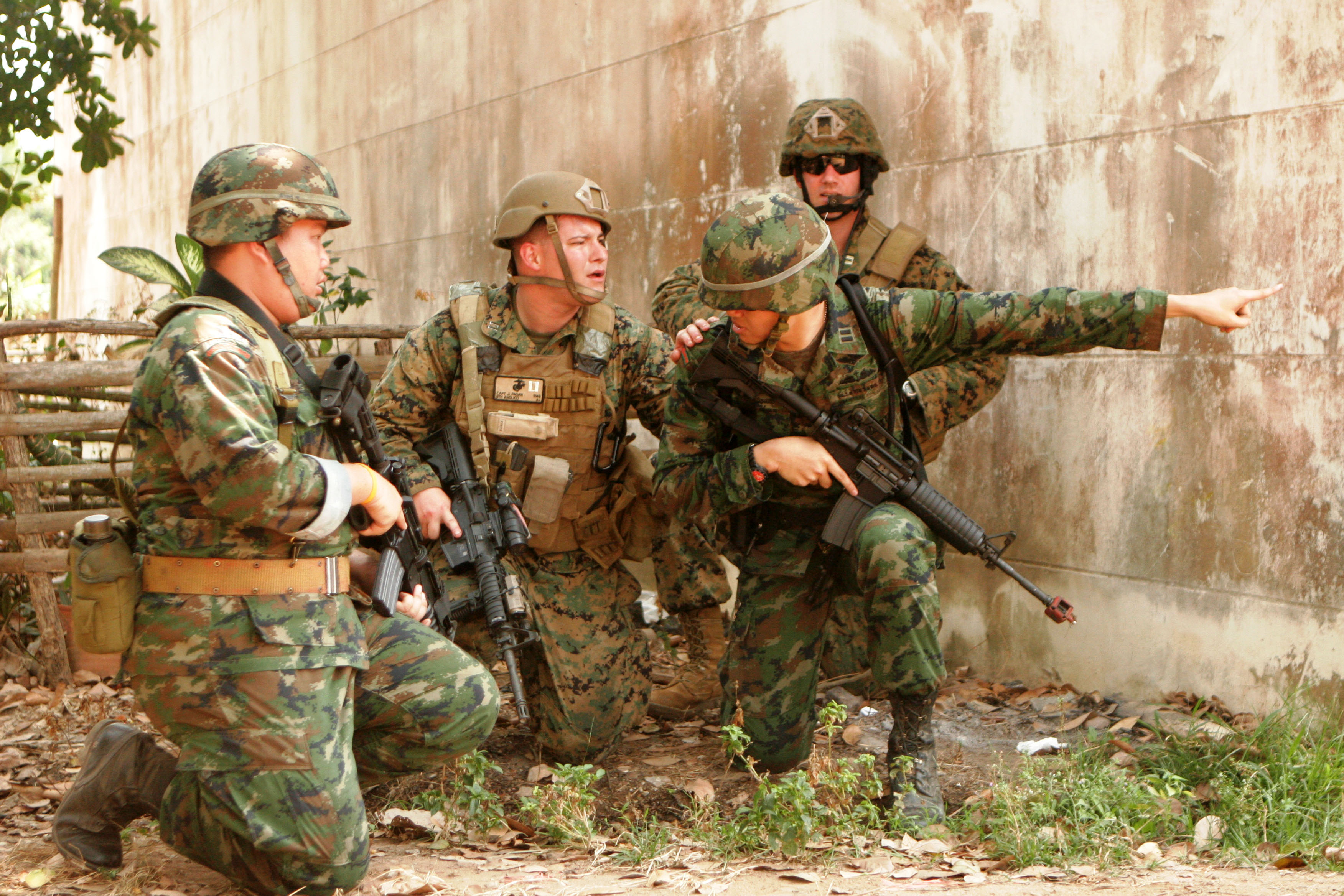
在2011年2月11日的一場機械化襲擊演習中，泰國皇家海軍陸戰隊和美國海軍陸戰隊討論如何解決在建築物上射擊的敵方

四年後，泰國政府承認海軍陸戰隊可以在國防中發揮有益作用。 1955年7月30日，政府成立了海軍陸戰隊部。1961年，有爭議的柏威夏寺出現緊張局勢，該寺位於柬埔寨邊境高聳的泰國一側，但在法國地圖上顯示為柬埔寨境內。尖竹汶府和桐艾府與柬埔寨的邊界為海軍陸戰隊部提供了第一項任務：保護海岸線和東南邊界。自1970年以來，海軍陸戰隊的尖竹汶-桐艾特遣部隊已被正式指派為該地區進行防禦。
1972年和1973年，泰國海軍陸戰隊參與了碧差汶府的“Sam-Chai”反共行動和清萊府的“Pha-Phum”反共行動。 1973年和1974年，他們參加了北部省份北大年、亞拉和那拉提瓦的反共行動。
自1975年以來，泰國海軍陸戰隊被派往陶公府擔任海軍陸戰隊特種部隊。1977年，他們佔領了洛坤府Krung-Ching的共產主義營地，並一直待到1981年。
泰國海軍陸戰隊今天負責尖竹汶府和桐艾府的邊境安全。他們在多個地區及那空拍儂府的Hard Don Nai戰役中與共產主義叛亂分子作戰。
許多泰國海軍陸戰隊員為他們的國家犧牲了生命，他們今天繼續這樣做，特別是在現在面臨伊斯蘭叛亂的南部邊境省份。他們勇敢的紀念碑矗立在梭挑邑縣的泰國皇家海軍基地。

## 組織
- 皇家海軍陸戰隊總部
- 3個海軍陸戰隊團，共有9個海軍陸戰隊營（4個營被指定為國王衛隊），
- 1個海軍砲兵團，3個海軍陸戰砲營和1個防空砲兵營，
- 1個突擊營，
- 1個偵察營（成立於1965年，包括wardogs和V-150裝甲車）。